# 曾一凡
曾一凡（1907年—1967年），四川青神人。中华人民共和国政治人物。
早年担任华东野战军政治部秘书长。后任中共中央中原局副秘书长。1954年11月1日，担任中华人民共和国国务院副秘书长。1959年，担任国务院参事室主任。